# Ferrocarrils tunisians

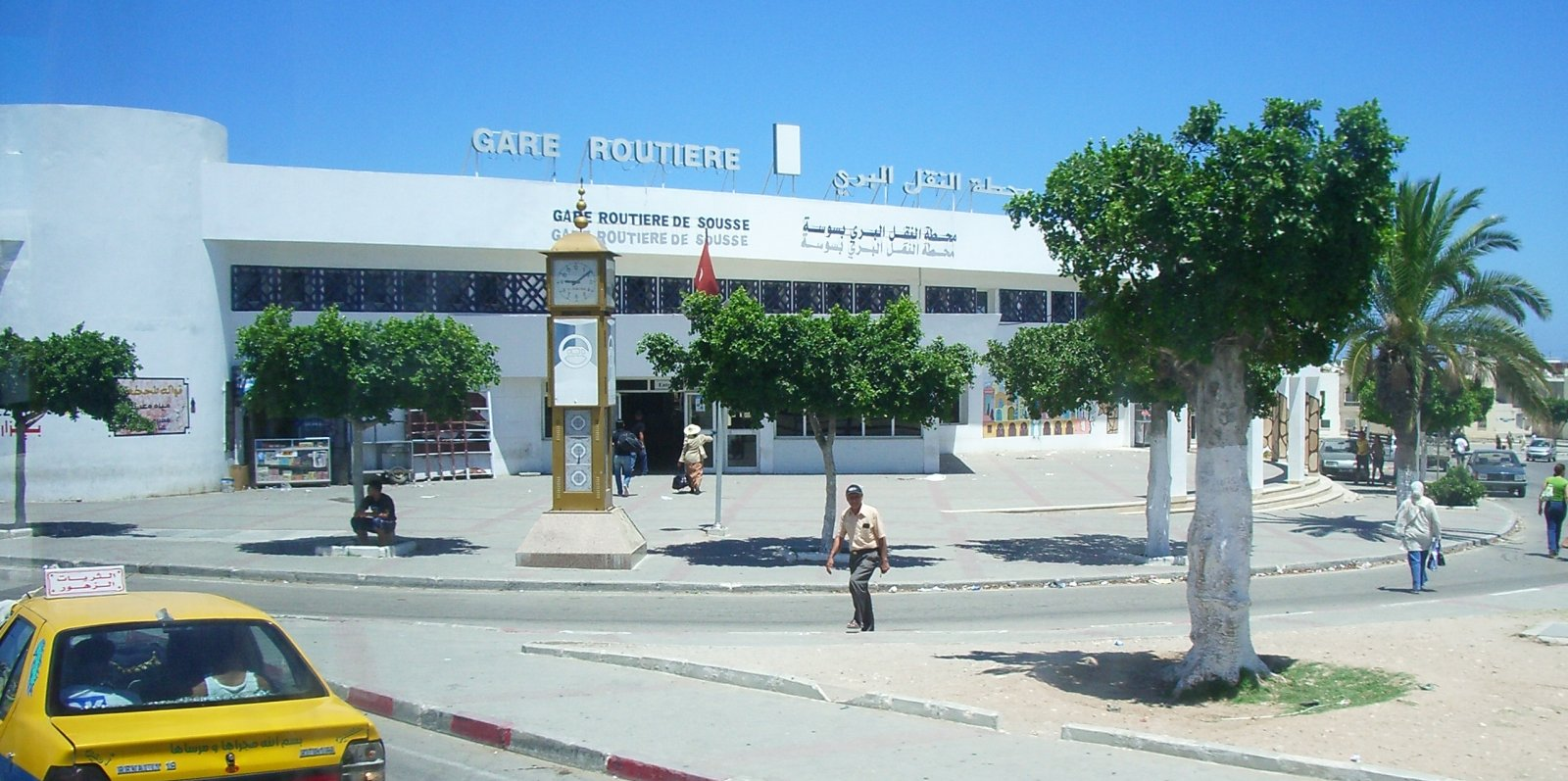
Estació a Sussa.

El ferrocarrils tunisians sorgeixen a Tunísia molt modestament el 1872 amb la línia Tunis-La Marsa ([2 d'agost] de 1872) a la qual van seguir una altra al nord del país, la línia Tunis-Jendouba, concedida el 1874 a la britànica Pickering que va renunciar, i la concessió per 50 anys va passar el 1876 a la Société de construction des Batignolles que la va subrogar a la Compagnie des chemins de fer Bône-Guelma que en va iniciar la construcció el 1877 i es va obrir el 1878 i va arribar a Jendouba el 1880 i a Algèria el 1884, ja sota protectorat francès establert després del 1881. Aquesta línia va arribar a Bizerta el 1912 i a Tabarka el 1922.
El descobriment dels fosfats al sud-oest de país va fer necessària una via entre Gafsa i el port més proper, Sfax, i el 1897 es va donar la concessió a la Compagnie des phosphates et des chemins de fer de Sfax-Gafsa, que la va acabar el 1899. El 1913 fou allargada fins a Tozeur i el 1916 fins a Gabès. La mateixa companyia va obtenir la concessió de la línia Tunis-Sussa que es va obrir el juny de 1896, i de Sussa a Kairuan l'abril de 1898 (al mateix any es va fer un ramal Sussa-Moknine, que el 1907 es va perllongar fins a Mahdia); el desembre de 1909 es va obrir la via fèrria de Sussa a Henchir Souatir, prop de Kasserine, per permetre l'arribada al port de Sussa dels fosfats de la regió de Gafsa. El maig de 1911 es va inaugurar la línia Sussa a Sfax de 129 km.
Alguns altres trams es van obrir posteriorment (Ksar Rhilane el 1930, Cap Bon el 1940, i Haïdra-Kasserine també el 1940) obra de l'estat francès.
Abans de la independència (1956) hi havia 2044 km de vies de les quals 456 eren d'amplada normal (1,435) explotades per la Compagnie fermière des chemins de fer tunisiens (de titularitat de l'estat beical tunisià i garantides per França), 1110 d'ample d'un metre explotades per la mateixa companyia, 440 de vies d'un metre explotades per la Compagnie des phosphates et des chemins de fer de Sfax-Gafsa, i 38 km de vies d'ample normal explotades per la Compagnie de tramvies de Tunis 
Actualment sortint de Tunis la via fèrria del nord arriba a Tabarka, amb una branca cap a Bizerta i una cap a Jendouba; altra vegada de Tunis una segona via va fins prop de Béja on enllaça amb la línia de Jendouba. Una tercera via surt de Tunis i creua el país cap a l'oest fins a Le Kef, i prop de Le Sers un ramal segueix cap a Kasserine, la zona dels fosfats i Tozeur; abans de Tozeur, a Metlaoui, se'n separa un ramal que va fins Gafsa on es divideix en dos ramals, un cap a Gabes i un cap al sud de Sfax (a Ghraiba). Una línia va des de Gabés cap a Sfax i troba a l'anterior a Ghraiba. Des de Sfax la línia puja al nord fins a Sussa per El Djem. A Sussa troba la línia que baixa de Tunis per Hammamet; finalment una línia central uneix Sussa amb Kasserine passant al sud de Kairuan. La gestió ferroviari correspon a la Société nationale des chemins de fer tunisiens, creada el 1956.